# O Cachorrinho Samba na Rússia

Capa da edição original.

O Cachorrinho Samba na Rússia é o título de um livro infantil da escritora brasileira Maria José Dupré, da série que retrata as aventuras do personagem canino Samba, publicado originalmente em 1964.
A obra foi vencedora do Prêmio Jabuti, da Câmara Brasileira do Livro, no ano de seu lançamento.